# Esculturas de Porcuna

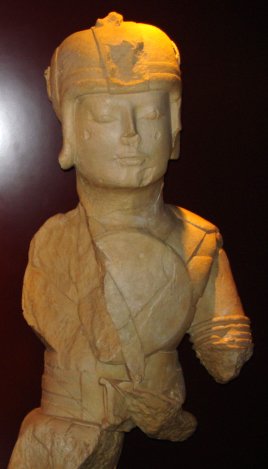
Guerrero de la doble armadura. Primera mitad del

Las esculturas de Porcuna constituyen un grupo escultórico de más de cuarenta piezas, las cuales poseen características jónicas e ibéricas. Aparecieron en el importante conjunto arqueológico llamado Cerrillo Blanco (Porcuna, Jaén, España), cuyas intervenciones arqueológicas se remontan al año 1975. Los restos del yacimiento en el que fue hallado dicho conjunto, indican que la ocupación llegó a su fin a finales del siglo VII a. C.
El descubrimiento de numerosos fragmentos de cerámica ática, datada en el siglo IV, han permitido afirmar que el sepelio de las esculturas tuvo lugar a finales del siglo V o principios del IV a. C.. Dichas esculturas han sido labradas a partir de un mismo material pétreo: la arenisca fina de las canteras de Santiago de Calatrava (piedra blanda y frágil cuando sale húmeda de la cantera, además de ser más fácil de labrar), localidad al sur de Porcuna. Los tamaños de las figuras difieren entre sí y, aunque estas perteneciesen a un mismo monumento, y fuesen contemporáneas unas de las otras, no formaban parte de una misma unidad, sino que estas quedaban dispuestas en grupos o fueron ubicadas individualmente.
A día de hoy, el Museo de Jaén alberga algunos de los fragmentos originales provenientes del trabajo de campo, así como algunas reproducciones de las esculturas. De igual forma, el Museo Arqueológico Nacional de Madrid incorpora a su amplia colección algunas piezas pertenecientes al conjunto ubicado en Porcuna.

## Contexto
Los iberos habitaron en la península ibérica en un espacio y un periodo de tiempo determinado. Poblaron la vertiente mediterránea, pasando por el occidente de Andalucía, hasta la región de Cádiz y el sur de Huelva, a partir del año 600 a. C., hasta el cambio de era, momento en el que pasarán a fusionarse con la cultura romana.
El término ibero es de reciente creación. Apenas cien años atrás, los autores antiguos denominaban Iber a los ríos pertenecientes a la península ibérica, sin embargo dicho término no hacía alusión a estas agrupaciones unidas bajo la misma nomenclatura. El nombre de iberos engloba a distintos grupos sociales relativos a diversas identidades étnicas, modos de vida y organizaciones sociopolíticas. También se vinculan a una misma escritura, añadiendo a ello la presencia de elementos y materiales comunes, tales como la cerámica pintada, la escultura, los telares verticales, los molinos rotatorios, las armas como la espada curvada o falcata, el soliferreum, arma arrojadiza pensada para las distancias cortas, además de fíbulas y vajillas elaboradas a partir de la técnica del torno rápido. El hallazgo de estos últimos restos determina que estos grupos adquirieron costumbres comensales y fúnebres compartidas. Hablaban varias lenguas y tenían diferentes sistemas de escritura de tipo mixto, es decir, la silábica y la alfabética, aún por descifrar. Este último fenómeno imposibilita la disponibilidad de fuentes escritas, determinantes a la hora de conocer la información clave acerca de esta sociedad y su cultura material. En última instancia, se ha recurrido a las intervenciones del trabajo de campo en los yacimientos arqueológicos repartidos por la Península.
Las poblaciones se emplazaban en asentamientos en altura, fortificados y con trazados regulares denominados Oppidum, desde donde controlaban el territorio y las vías de paso. Próximos a estos, quedaban distribuidos pequeños asentamientos o aldeas, en zonas llanas con funciones agrícolas y ganaderas, encargadas del suministro de productos a los grandes asentamientos. Los hogares eran edificios cuadrangulares y multifuncionales, divididos en distintos habitáculos y pequeños patios interiores. Construidos a partir de zócalos de piedra y alzados de barro crudo, a menudo enlucidos y encalados. Del mismo modo, poseían cubiertas de madera con recubrimiento vegetal. En este sentido, se han podido identificar lugares de culto o santuarios, algunos con ricos conjuntos escultóricos. A partir de esta última tipología constructiva, se ha llegado a conocer el procedimiento seguido en los enterramientos. Se llevaban a cabo siguiendo el método de incineración, procediendo a depositar las cenizas del difunto en los llamados campos de urnas. Tal como su propio nombre indica, dichas urnas poseían diferentes tipologías y decoraciones, acompañadas por el ajuar del difunto. Al mismo tiempo, se han encontrado tumbas monumentales, las cuales han permitido el trazado de genealogías aristocráticas, remontándose en el tiempo a los antepasados fundadores del linaje. De igual forma, estas vienen guarnecidas por riquísimos ajuares.

## Contexto arqueológico
Si bien las esculturas se localizaron en el 1975, en el Cerrillo Blanco, y las excavaciones se prolongaron hasta el año 1979. El montículo en el que fueron halladas debe su nombre a su característico color blanco, característico de las margas de su suelo (roca más o menos dura de color grisáceo, compuesta de carbonato cálcico, según el Diccionario de la lengua española), localizadas en el punto más elevado de las lomas de Porcuna, a poco más de un kilómetro al norte de la población.
Estas excavaciones estuvieron encabezadas por Juan Agustín González Navarrete, director del Museo de Jaén en aquel momento, además de concejal y diputado por Jaén, de la Unión del Centro Democrático (UCD). Sin ser arqueólogo de campo, promovió los estudios del Cerrillo Blanco, el emplazamiento en el que se descubrió, excavó y recuperó el conjunto escultórico del mismo nombre, constituyendo el principal yacimiento escultórico de arte ibérico, en el que se reunieron cerca de mil quinientos fragmentos de esculturas. Abandonó la dirección del Museo de Jaén y la excavación del Cerrillo Blanco en el año 1979, siendo nombrado subdirector general de Museos del Ministerio de Cultura e inspector facultativo de Museos. La excavación continuó de la mano de Iván Negueruela, el ya jubilado director del Museo Nacional de Arqueología Subacuática. Las excavaciones han revelado que el cerro fue utilizado como lugar de enterramiento desde principios de la Edad del Hierro. Dicho emplazamiento es acotado por una cerca de piedras de planta con 24 fosas, todas ellas de un mismo nivel social a juzgar por la uniformidad de sus sepulturas.
Los trabajos llevados a cabo por Juan González Navarrete e Iván Negueruela, así como los estudios más actuales en materia, ponen de manifiesto que durante los siglos IV a III a. C., el Cerrillo Blanco se usó como necrópolis de incineración. Se han encontrado numerosos fragmentos de cerámica ática datada en el siglo IV, permitiendo corroborar que el sepelio de las esculturas rotas tuvo lugar entre finales del siglo V o principios del IV a. C.; en números redondos, hacia el año 400 a. C. Las esculturas se encontraron destruidas en una zanja (en dirección norte hacia el sur), en el flanco norte del cerro, y cubiertas por grandes losas de arenisca. Durante las excavaciones del yacimiento no se percibió indicio alguno de que las esculturas hubiesen sido talladas allí, ni instaladas en aquel mismo lugar cuando estas se encontraban en buen estado. En su lugar, estas fueron trasladadas y enterradas en el estado en que aparecieron, tal como se indica en los ensayos realizados por el Catedrático en Arqueología, Antonio Blanco Freijeiro.

## Descripción del conjunto
El conjunto está conformado por más de 40 piezas escultóricas (algunas fuentes hablan de incluso hasta 50 o 60). La variedad figurativa es amplia, si bien pueden apreciarse esculturas de hombres luchando contra otros hombres, hombres contra animales, seres mitológicos, tales como figuras femeninas y masculinas en diferentes posiciones. La mayoría de las esculturas están realizadas en bulto redondo. La parte restante son altorrelieves, es decir, una escultura que se encuentra adherida a un muro, pared, bloque de piedra… El tamaño de las esculturas no es uniforme, pues hay esculturas que van desde los 120 a los 130 cm, a esculturas de tamaño natural. ¿Se debe esto a una suma de monumentos diversos, acumulados o erigidos sucesivamente en el lugar?, ¿o, por el contrario, responden a un proyecto único originario, quedando desde el inicio encajadas, atendiendo a una misma unidad de concepción y de programa? Es difícil dar una respuesta segura. Tal vez ninguna opción ofrezca por sí sola una salida adecuada a la cuestión. La explicación que da el antiguo director Departamento de Historia Antigua y Arqueología del Consejo Superior de investigaciones Científicas (CSIC), Ricardo Olmos, es que resulta innegable la factibilidad del relato unificador. Para Agustín Navarrete tampoco hay ninguna duda de que todas las figuras encontradas formaron parte del mismo grupo escultórico. Este autor añade que incluso se aprecian partes en las que las figuras encajan armónicamente, de tal forma que en el final de una se puede encontrar el final de otra.
Según las escenas que representan y su significado, las esculturas pueden dividirse en dos grandes conjuntos que, a su vez, se subdividen en otros dos subconjuntos:
1.     El grupo de los cazadores y guerreros:
- Los cazadores (en jerarquía, dependiendo del animal que los acompaña) las esculturas de los cazadores, independientemente de la presa que portan, se les ha representado en el momento en el que regresan de la cacería, ya con el animal entre sus manos.
- Los guerreros. En las escenas de lucha se encuentran los guerreros a pie, los guerreros a caballo, junto a las luchas entre hombres, animales mitológicos, hombres heridos etcétera. Dentro de las esculturas de lucha hay dos escenas clave que deben ser mencionadas:
- La grifomaquia: representa a un hombre que lucha contra un grifo, animal mitológico híbrido, dividido en un águila y en un león.
- La leontomaquia: representa a un hombre enfrentándose a un león.

En particular, todas las figuras aparecen en mal estado y decapitadas. Entre todas ellas destaca la escultura de un guerrero conservado entero, de rostro sereno, que transmite la sensación del triunfo. A su vez, este porta el escudo, el casco y los brazaletes, entre otras características.
2. El grupo de las figuras rituales y animales reales y mitológicos.
- Además de los cazadores y los guerreros, aparece otro grupo de figuras que se han interpretado como sacerdotes o sacerdotisas. En este caso se aprecian tanto figuras masculinas como femeninas. Dentro de este grupo se encuadran las figuras desnudas y vestidas, de bulto redondo y relieves; de pie y sedentes.
- Este apartado incluye otro subconjunto de esculturas, que representan tanto animales reales (caballos, leones o toros), como animales mitológicos o híbridos (las esfinges, con rostro de mujer y cuerpo de león).

La motivación que impulsó a realizar estas obras plantea dos hipótesis plausibles: en primera instancia, la representación de una batalla real, en la que el pueblo se había visto inmerso, dando un paso más allá, advirtiendo la posible noticia de alguna confrontación cercana al territorio (no obstante, constituiría una acción previamente experimentada). En segundo lugar, puede tratarse de un conjunto de estatuas, tratando de emular una historia imaginaria. A pesar de las diferencias relativas a los tamaños y la temática, se puede observar la presencia de ciertos rasgos comunes. Sin embargo, no todas fueran realizadas por un único autor, pues se ha planteado la posibilidad de que todas salieran de un mismo taller, aludiendo a los métodos y técnicas aplicados al conjunto escultórico. 

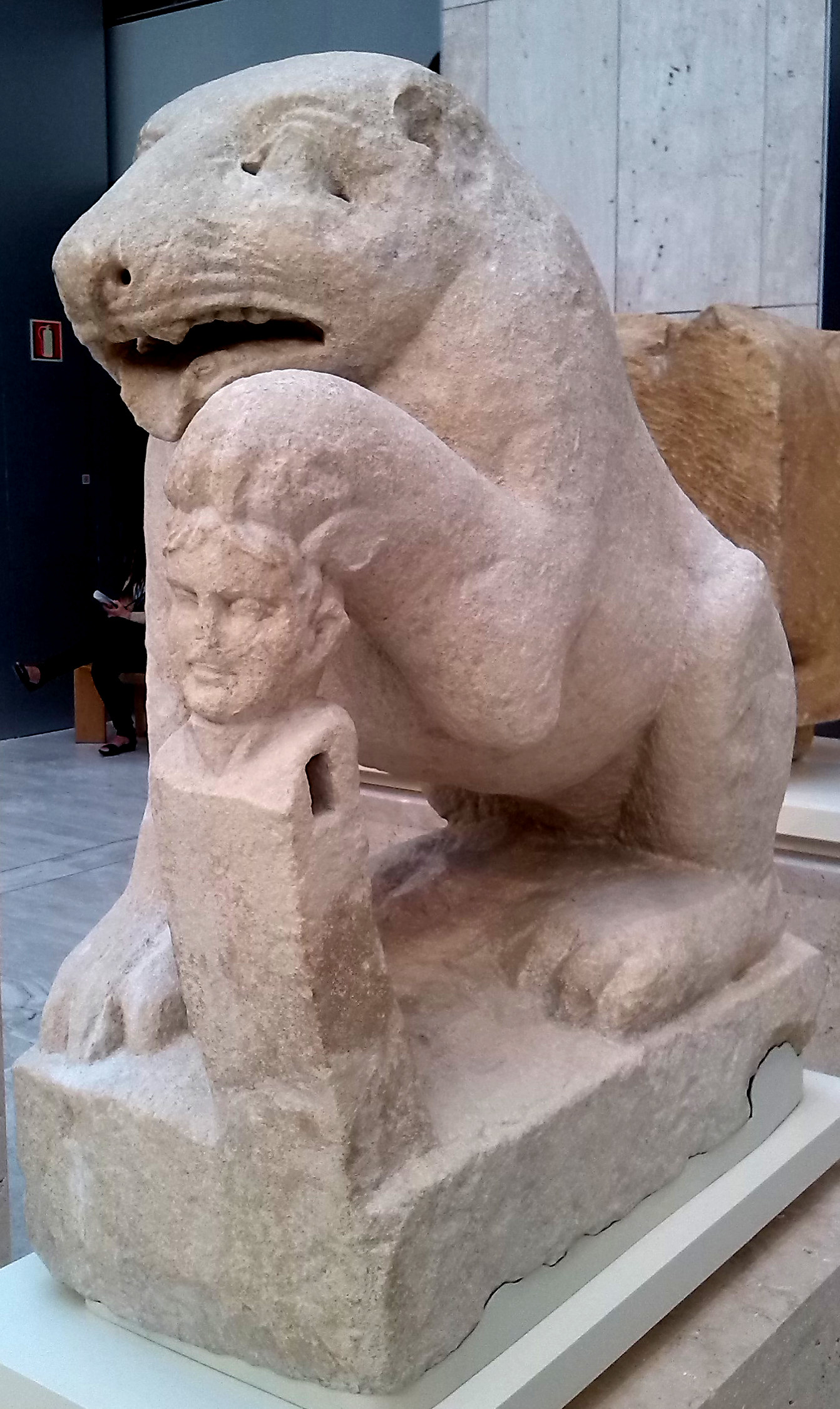
Oso de Porcuna, (MAN).

En el caso de que el conjunto atribuyera su significado a una representación de la mitología ibera, el taller encargado de realizar este conjunto reelabora las tradiciones míticas antiguas. Del mismo modo, toma como referencia otras obras en la elaboración de las esculturas, de tal manera que las formas e imágenes representadas no son exclusivas de este conjunto, siendo atribuidas a otras esculturas como es La Bicha de Balazote, datada en el siglo VI a. C.